# 위대한 쇼맨
《위대한 쇼맨》(영어: The Greatest Showman)은 2017년 미국의 뮤지컬 전기 영화로, 미국 엔터테인먼트 산업에 큰 영향을 끼친 실존인물 P. T. 바넘을 소재로 한다. 마이클 그레이시 감독이 연출했고, 휴 잭맨이 주인공 P. T. 바넘 역을 맡아 바넘의 삶과 그가 세운 서커스의 이야기를 화려하게 재현한 작품이다. 이 영화는 바넘의 서커스가 어떻게 시작되었는지부터 그의 이상적인 꿈을 이루기까지의 여정, 바넘의 열정과 창의력, 그리고 그의 대중을 사로잡는 능력을 그렸으며, 성공과 실패, 사랑과 용기의 진정한 의미를 주제로 삼고 있다.

## 줄거리
영화상 주인공인 P. T. 바넘은 어린 시절 가난했고, 재단사였던 아버지가 돌아가신 후 고아가 되었지만 상상력이 풍부했고, 신선한 아이디어를 바탕으로 화려한 쇼를 구성한다. 몇몇은 프릭쇼라며 비난하지만 대중을 사로잡는 능력을 지닌 그의 공연은 사람들에게 새로운 환상의 세계를 보여준다. 그는 영국 왕실에까지 알려지게 되고, 그곳에서 만난 제니 린드라는 스웨덴의 오페라 가수를 미국에 소개시켜 큰 성공을 거두게 된다. 전국 투어를 하던 중 명예, 돈이 아닌 가족의 소중함을 깨우치고 돌아가게 된다.

## 출연진
- 휴 잭맨 - P. T. 바넘 역
  - 엘리스 루빈 - 어린 P. T. 바넘 역
- 잭 에프론 - 필립 칼라일 역
- 미셸 윌리엄스 - 채리티 바넘 역
  - 스카일러 던 - 어린 채리티 역
- 레베카 페르구손 - 제니 린드 역
- 젠다야 - 앤 휠러 역
- 킬라 세틀 - 레티 러츠 역
- 샘 험프리 - 찰스 스트래턴 역
- 오스틴 존슨 - 캐럴라인 바넘 역
- 캐머런 실리 - 헬렌 바넘 역
- 폴 스파크스 - 제임스 고든 베넷 역
- 야히아 압둘마틴 2세 - WD 휠러 역
- 에릭 앤더슨 - 오말리 역
- 프레드릭 렌 - 할렛 역
- 윌 스웬슨 - 필로 바넘 역
- 다미안 영 - 윈스럽 역
- 티나 벤코 - 윈스럽 부인 역
- 바이른 제닝스 - 칼라일 역
- 벳시 에이뎀 - 칼라일 부인 역[3]
- 벤 리드 - 밀 노동자 역
- 도리스 맥카시 - 루미나리 수행단 역
- 마르코 사카 - 제니의 디자이너 역
- 재클린 호눌릭 - 바로크 여인 역
- 카트리나 E. 퍼킨스 - 엄마 역
- 게일 랜킨 - 빅토리아 여왕 역
- 제이미 잭슨 - 보스 역
- 나타샤 류 보르디초 - 등얀 역
- 미쉐이 페트로넬리

## 영화 OST

### 앨범 수록곡
|    | 제목                      | 아티스트                                                                            |
| -- | ------------------------- | ----------------------------------------------------------------------------------- |
| 1  | The Greatest show         |                                                                                     |
| 2  | A Million Dreams          | Ziv Zaifman, Hugh Jackmanm Michelle Williams                                        |
| 3  | A Million Dreams(reprise) | Austyn Johnson, Cameron Seely, Hugh Jackman                                         |
| 4  | Come Alive                | Hugh Jackman, Keala Settle, Daniel Everidge, Zendaya, The Greatest Showman Ensemble |
| 5  | The other side            | Hugh Jackman, Zac Efron                                                             |
| 6  | Never Enough              | Loren Allred                                                                        |
| 7  | This Is Me                | Keala Settle, The Greatest Showman Ensemble                                         |
| 8  | Rewrite The Stars         | Zac Efron, Zendaya                                                                  |
| 9  | Tightrope                 | Michelle Williams                                                                   |
| 10 | Never Enough(Reprise)     | Loren Allred                                                                        |
| 11 | From Now On               | Hugh Jackman, The Greatest Showman Ensemble                                         |

### 앨범 반응
위대한 쇼맨 OST앨범은 2017년 12월 8일에 발매되었고, 발매 후 아이튠즈 차트의 65개국에서 앨범차트 1위를 기록하였다. 또한 빌보드 앨범 200 차트에서도 1위를 기록하였다. 앨범에 이어서 앨범 수록곡 중 총 4곡(This Is Me, Never Enough, Rewrite the Stars, The Greatest Show)이 빌보드 차트 100에 차트인하였다.

## 수상 및 후보
위대한 쇼맨의 OST중 하나인 “This Is Me”는 2018년 1월 7일 열린 제75회 골든 글로브 시상식에서 주제가상을 수상하였다. 함께 노미네이트되었던 작품으로 영화 “페르디난드”의 Home, 영화 머드바운드의 Mighty River, 영화 코코의”Remember Me, 영화 더 스타의 The Star가 있다. 이 영화의 OST를 담당한 벤지 파섹과 저스틴 폴은 영화 라라랜드에 이어 이번 영화를 통해 두번째 골든 글로브 주제가상을 수상하였다. 이외에도 휴 잭맨이 남우주연상(뮤지컬, 코미디) 후보에 올랐고 작품상(뮤지컬, 코미디)에도 노미네이트되었다.

## 실제와 영화의 차이
1. 영화 캐릭터 중 잭 에프론이 연기했던 극 중에서 휴 잭맨의 견습생으로 나온 필립 칼라일이라는 인물은 실존하지 않는 가상의 인물이다.
2. 젠데이아가 연기했던 필립 칼라일의 애인인 앤 휠러 역시 실존하지 않는 가상의 인물이다.
3. 영화 중 p.t. 바넘은 해고를 당하고 박물관을 차리게 되는데 실제로 바넘은 정리해고를 당한 적이 없다.
4. 영화 내용 후반 부에 제니린드와 바넘의 스캔들로 둘의 사이가 틀어지고 전국투어공연이 중단되는 것으로 되어있지만  허구적인 스토리이고 실제로는 공연 티켓값을 두고 가격을 올리려는 P.T바넘과 그렇게 하지 않으려는 제니 린드 두사람의 의견차이에서 사이가 틀어져 중단되었다.
5. 극 중 톰 섬이라는 인물은 키가 작은 인물로 극중에서 나이가 22살로 설정되어 있다. 하지만 실제로는 4살의 꼬마아이를 P.T 바넘이 교육시킨 것이다.
6. 제니 린드가 영화 상에서 부른 'Never Enough'는 제니 린드를 연기한 레베카 퍼거슨이 직접 부른 것이 아니라 립싱크만 한 것이고, 실제로는 로렌 알레드라는 가수가 부른 것이다.
7. P.T바넘의 부인인 체리티는 실제로는 영화 상에서처럼 바넘의 곁을 떠나거나 한 적이 없다. 그러다가 체리티가 죽고, 바넘은 낸시 피쉬라는 여자와 재혼하였다.[7]

## 논란

### 논란의 이유
논란의 내용은 이 영화의 주인공으로 휴 잭맨이 연기한 인물인 P.T. 바넘을 미화한 것이다. 바넘은 영화와는 달리 미국에서 희대의 사기꾼, 유명한 인종차별주의자이자 여성, 장애인, 동물 학대 등 비윤리적인 인물로 알려져있다. 또한 사기꾼이라고도 평가받았었는데 그 이유는 대중에게 관심을 끌만한 것(사회적 약자)을 제공하여 돈을 벌여들였기 때문이다. 이러한 인물을 소재로 영화화하였는데 위의 부정적 모습들을 왜곡하거나 배제하는 등 바넘이라는 사람의 이미지와 행적을 미화하여 미국 현지에서 비난을 받고 있다.

### 비윤리적 행동들

#### 프릭쇼
프릭쇼란 같은 말로 기형쇼라고도 불리며, 평범한 사람들과는 다른 그 사람만의 희소성 있는 어떤 것을 전시하는 것이다. 대체적으로 특정 신체 부위가 비정상적인 특성을 갖는 것을 뜻하며 예를 들면 키가 비정상적으로 크거나 작거나 한 것이다. P.T 바넘은 실제로 당시 80세였던 흑인 여성 조이스 헤스를 조지 워싱턴을 돌봤던 161세 간호사로 속여 홍보하였고, 더 나이가 들어보이게 하기 위해서 술이 약한 그녀에게 술을 마시게 한 뒤 그녀의 이를 뽑아 나이가 더 들어보이게 하는 효과를 주었다. 이 이야기가 덜 먹히자 익명으로 신문사에 “사실은 인조인간”이라고 제보해서 관객을 끌었다. 또한 당시 4살이었던 꼬마 아이에게 언어를 학습시켜 22살의 남자로 관객이 보고 인식하도록 하였다. 서커스단의 코끼리가 죽자 아기 코끼리를 구하려다 죽었다는 스토리를 지어냈다. 새끼원숭이의 윗몸에 연어 몸통을 붙여놓고 ‘피지의 인어’라고 홍보했다.

#### 동물 학대
P.T 바넘은 영국으로부터 점보 코끼리를 들여왔는데 실제로 큰 코끼리를 이용하여 많은 수익을 벌었다. 그러던 중 점보 코끼리가 기차에 치어 죽게되는 사고가 있었는데 이 사고를 바넘은 "점보 코끼리가 코끼리의 새끼를 구하려 자기 몸을 던져 대신 희생하였다"라는 허구적 정보를 사람들에게 알리며 홍보하였고, 박물관에 인어를 전시하였는데 실제로 죽은 원숭이의 상반신에 연어 몸통부분을 이어붙여서 인어라고 소개하였다.

## 평가

### 영화 평론
<위대한 쇼맨>의 평가는 위의 평점에서도 알 수 있듯이 관객과 평론가들의 의견이 극명하게 갈린다. 프릭쇼와 같은 민감한 주제를 다룬 영화여서 비판을 많이 받기도 하였고, 전기 영화 특성 상의 뻔한 스토리 구조나 그 과정에서의 내용 생략, 주인공 미화 등이 비판의 대상이 됐다. 하지만 단순한 스토리를 보충하는 에너지 넘치는 배우들의 에너지와 영상미로 관객들을 사로잡았고, 이를 뒷받침하는 영화 OST가 영화의 흥미를 더한다는 평가를 받았다. 영화 개봉 시기가 크리스마스 시즌이어서 북미에서는 많은 관심을 끌었고 수익을 올렸지만 대한민국에는 영화 <신과 함께>와 개봉시기가 겹쳤고 스크린 독점 현상으로 고전하였지만 누적 관객 수 약 140만명을 동원하였다.